# Praxagoras von Kos
Praxagoras von Kos war ein im 4. Jahrhundert v. Chr. lebender griechischer Arzt. Er gilt als einer der berühmtesten Ärzte des Altertums und wurde häufig von anderen antiken Medizinern zitiert.

## Leben
Praxagoras stammte aus dem angesehenen Geschlecht der Asklepiaden von Kos, sein Vater hieß Nikarchos. Hinsichtlich Diagnostik und Therapie stand Praxagoras als Vertreter der dogmatischen Richtung in der Medizin in der Tradition des Hippokrates von Kos. Den Höhepunkt seines Wirkens erreichte er um 300 v. Chr. Er nutzte als Leiter der Ärzteschule von Kos wahrscheinlich die Einrichtungen des ausgedehnten Asklepiosheiligtums in Kos, nicht ausgeschlossen werden kann ein Aufenthalt in Alexandria.
Praxagoras war ein Schüler des etwas älteren Arztes Diokles von Karystos, wobei es sowohl Berührungspunkte mit dessen und der aristotelischen Lehre gibt als auch Abweichungen. Insgesamt vertrat aber Praxagoras eigene medizinische Standpunkte. In der Tradition der westgriechischen Medizin (frühe Anfänge der Medizin im westlichen Kolonialraum, Unteritalien und Sizilien) räumte er dem Herzen eine zentrale Rolle ein und nahm an, dass die Nerven dort ihren Ursprung hätten. Als erster Mediziner hatte Praxagoras zudem anatomisch zwischen Venen und Arterien unterschieden und nahm an, dass Arterien Pneuma, ein als luftartig vorgestellter Stoff, enthielten und dieses vom Herzen in den Körper transportierten, während in den Venen das den Körper mit Nährstoffen versorgende Blut flösse. Hinsichtlich des Pulses wies er als erster Arzt auf die damit zusammenhängenden diagnostischen Möglichkeiten hin und war damit einer der Pionier im Aufbau der Pulslehre.
Bezüglich der Entstehung von Krankheiten bzw. für die Beibehaltung der Gesundheit war für ihn die Humoralpathologie zentral. Nach Galenos, der Praxagoras zitierte, modifizierte er die Säftetheorie des Hippokrates, sodass er auf insgesamt elf Körpersäfte kam. In Bezug auf die Physiologie spielte in den Vorstellungen des Praxagoras das Pneuma eine nicht unwichtige Rolle.
Praxagoras widmete sich relativ stark der Anatomie, untersuchte Gehirn und Rückenmark, beschrieb den Bauchwandbruch und führte womöglich Operationen am Darm durch, zumal er bei Darmverschluss bereits die Laparotomie empfohlen hatte. Dieser anatomische Ansatz wurde später von seinem berühmten Schüler Herophilos von Chalkedon fortgeführt. Von seinen zahlreichen medizinischen Schriften sind uns nur Fragmente erhalten.
Nicht ausgeschlossen werden konnte die Vermutung, dass Praxagoras der Vater des Dichters Theokritos sei.